# BADR-7
BADR-7, auch als Arabsat-6B bezeichnet, ist ein kommerzieller Kommunikationssatellit der saudi-arabischen Arabsat.
Er wurde am 10. November 2015 um 21:34 UTC mit einer Ariane 5 vom Centre Spatial Guyanais zusammen mit GSAT-15 in eine geostationäre Umlaufbahn gebracht. Sobald der als Arabsat-6B gestartete Satellit erfolgreich im Orbit war, wurde er in BADR-7 umbenannt.
Der dreiachsenstabilisierte Satellit ist mit 27 Ku-Band- und Multispot Ka-Band-Transpondern ausgerüstet und soll von der Position 26° Ost aus den mittleren Osten, Afrika und Zentralasien mit Telekommunikationsdienstleistungen und Internet versorgen. Er wurde auf Basis des Satellitenbus Eurostar E3000 von Airbus Defence and Space gebaut und besitzt eine geplante Lebensdauer von mehr als 15 Jahren. Die Nutzlast wurde von Thales Alenia Space geliefert.